# Hadejia

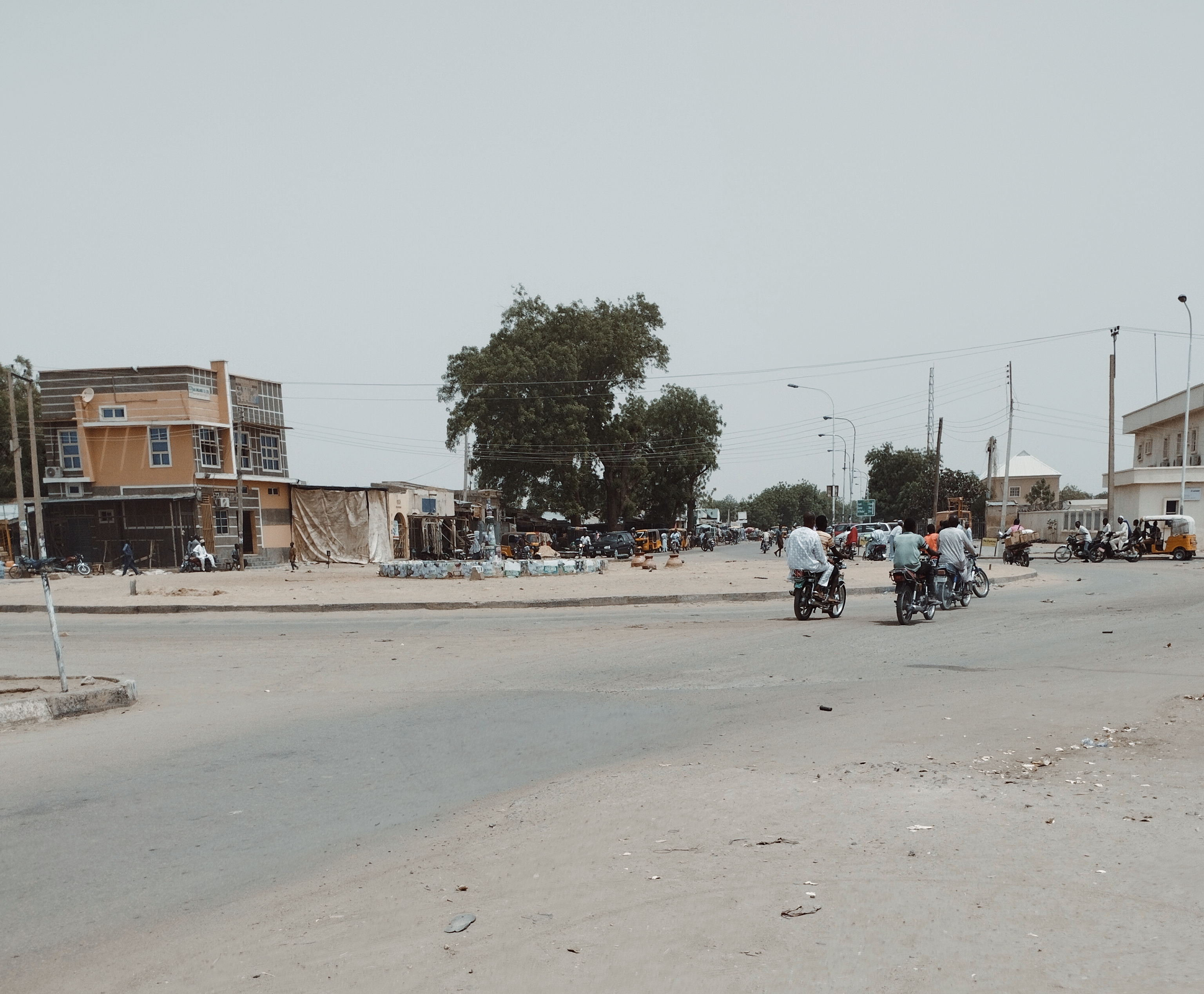
En rondell i Hadejia.

Hadejia (även Hadeja, tidigare kallad Biram) är en stad i norra Nigeria, i delstaten Jigawa.
Antalet invånare 2006 var 105 628. Majoriteten av invånarna är muslimer och tillhör folkgruppen hausa.